# Rezerwat przyrody Krzemienne Góry
Rezerwat przyrody „Krzemienne Góry” – leśny rezerwat przyrody położony na terenie gminy Supraśl w województwie podlaskim. Leży w granicach Parku Krajobrazowego Puszczy Knyszyńskiej.
- Powierzchnia według aktu powołującego: 73,56 ha (obecnie 79,27 ha[1])
- Rok powstania: 1987
- Rodzaj rezerwatu: leśny
- Przedmiot ochrony: typowe dla Puszczy Knyszyńskiej zbiorowiska leśne występujące na wale kemowym.

Na terenie rezerwatu występują pagórki i wzgórza (stąd nazwa rezerwatu). Ich zbocza są stosunkowo strome. Wysokości względne wzniesień osiągają nawet 30 m.